# Ashmeadiella neomexicana
Ashmeadiella neomexicana is een vliesvleugelig insect uit de familie Megachilidae. De wetenschappelijke naam van de soort is voor het eerst geldig gepubliceerd in 1904 door Cockerell.